# Petrolul Berca
Petrolul Berca ist ein rumänischer Fußballverein aus Berca, Kreis Buzău. Er spielte 37 Jahre in der dritten rumänischen Fußballliga, der Liga III, und gehört seit 2010 der Liga IV des Kreises Buzău an. In den Spielzeiten 1993/94 und 1999/2000 stand er im Achtelfinale um den rumänischen Pokal.

## Geschichte
Petrolul Berca wurde im Jahr 1948 als Steaua Berca gegründet. Ein Jahr später wurde der Name in Flacăra Berca (deutsch Flamme) und schließlich im Jahr 1959 in Petrolul Berca (deutsch Erdöl) geändert. Der Klub spielte bis zum Jahr 1968 in der regionalen Liga des Kreises Buzău, ehe ihm erstmals der Aufstieg in die Divizia C gelang. Dort kämpfte er mit einer Ausnahme in der Saison 1973/74 stets um den Klassenverbleib, ehe er im Jahr 1976 in die Divizia D absteigen musste. Nach dem direkten Wiederaufstieg gehörte Petrolul erneut fünf Jahre lang der dritten Liga an, bevor er im Jahr 1982 erneut abstieg. Wurde nach dem Wiederaufstieg 1983 noch der Klassenerhalt gefeiert, platzierte sich Petrolul beginnend mit der Spielzeit 1984/85 im vorderen Mittelfeld, konnte aber nicht in den Kampf um den Aufstieg in die Divizia B eingreifen. In der Saison 1987/88 geriet der Verein wieder in Abstiegsgefahr.
Das beste Ergebnis der Vereinsgeschichte erreichte Petrolul in der Saison 1990/91, als das Team den zweiten Platz der Staffel 3 hinter Petrolul Ianca Brăila erreichen konnte. Der Rückstand auf den Staffelsieger betrug jedoch elf Punkte. Aufgrund einer Ligenreform reichte im Folgejahr der sechste Platz nicht, um die Klasse zu halten. Erneut spielte Petrolul nur ein Jahr in der Viertklassigkeit, bevor in der Saison 1993/94 mit einem dritten Platz eindrucksvoll die Rückkehr gelang. Da dem Klub in jener Spielzeit acht Punkte abgezogen worden waren, konnte er nicht um den Aufstieg in die Divizia B mitspielen und musste dem FCM Poiana Câmpina den Vortritt lassen. In derselben Spielzeit zog Petrolul durch einen Sieg gegen Erstligist Sportul Studențesc ins Achtelfinale um den rumänischen Pokal ein, unterlag dort aber dem späteren Sieger Gloria Bistrița mit 0:5.
In der Divizia C zeigte Petrolul in den folgenden Jahren schwankende Leistungen und platzierte sich stets im Mittelfeld. In der Saison 1999/2000 erreichte der Verein im rumänischen Pokal erneut das Achtelfinale, nachdem er zuvor Erstligist Farul Constanța ausgeschaltet hatte. Dort unterlag er Petrolul Ploiești mit 0:2. Zu Beginn der 2000er-Jahre platzierte sich das Team abermals im vorderen Mittelfeld, ehe es im Jahr 2006 absteigen musste. Diesmal gelang es nicht, in der darauffolgenden Spielzeit zurückzukehren. Im Jahr 2008 schaffte der Klub schließlich den Sprung in die Liga III, nachdem er dem Lokalrivalen Onix Râmnicu Sărat seinen Platz abgekauft hatte. Am Ende der Saison 2009/10 zwangen finanzielle Gründe Petrolul dazu, seinen Platz in der Liga III an den FC Voluntari zu verkaufen und in der Liga IV des Kreises Buzău zu starten.

## Erfolge
- Achtelfinale um den rumänischen Pokal: 1994, 2000
- Aufstieg in die Liga III: 1968, 1977, 1983, 1993

## Ehemalige Trainer
- Ion Cojocaru